# Ferdinand Špička
Ferdinand Špička (10. června 1828, Nové Město na Moravě – 3. června 1902, Lomnice) byl katolickým knězem.

## Život
Byl kooperátorem v Lomnici od 1. října 1852 do 8. října 1902. Na kněze byl vysvěcen 30. října 1848 biskupem Antoniem Ernestem. Tento biskup mu 28. září 1858 udělil funkci presbytera v brněnských chrámech. Potom ho biskup Karel Nötig (biskup brněnský) jmenoval konsiliárním konzistorním děkanem a inspektorem. 20. února 1886 ho Tomáš Anselmus, první provinciál sv. řádu predikátorů ustanovuje správcem Sdružení Živého Růžence v Lomnici. A 20. listopadu 1890 ho brněnský biskup František Saleský Bauer jmenuje za jeho zásluhy arcipresbyterem boskovickým pro děkanství Boskovice, Bystřice, Letovice, Lomnice a Nové Město. Zřejmě byl oblíbený i v Lomnici, protože 26. května 1896 byl jmenován čestným občanem městyse Lomnice. Jeho život byl velice dobrodružný, na což ukazují dvě nebezpečné příhody.
První příhoda se stala v roce 1866: věže lomnického kostela potřebovaly nutně opravit, ale farníci mladého kněze varovali, protože hrozilo nebezpečí od Prusů, kteří v té době vnikli na Moravu. Ale Ferdinand Špička se bez váhání pustil do oprav a tyto opravy trvaly od 4. června 1866 do 22. srpna téhož roku. Kolem Lomnice však leželi Prusové a lešení na kostele a odbíjející poledne si nedovedli vysvětlit ničím jiným než zahájením bitvy. Když to v Lomnici zjistili, vyvěsili na zámek bílý prapor a poslali tři vyslance – Hraběte Aloise Serényiho, starostu Tichého a faráře Špičku. Naštěstí to Prusové pochopili a nestalo se žádné neštěstí.
Druhá příhoda v jeho životě byla mnohem nebezpečnější než ta první. Dne 28. srpna 1893 vešel lomnický písař Slanina ve čtyři hodiny odpoledne na faru, aby odevzdal faráři peníze pro chudinskou pokladnu. Když to kněz potvrzoval svým podpisem, sekl ho Slanina malou sekyrkou šestkrát do hlavy. Už po druhé ráně zůstal 65letý stařec ležet na zemi. Když se Slanina domníval, že je děkan už mrtvý, vyběhl z fary rovnou na kostelní věž a skočil dolů. Hned po dopadu na zem byl mrtvý. Tento obecní písař Slanina byl také holičem, ale neměl živnostenský list. Proto byl několikrát pokutován živnostenským úřadem. Za udavače mylně považoval faráře Špičku, a proto se jej asi rozhodl zabít. Ihned byli přivoláni místní lékař Jan Hrabálek a lékaři z Tišnova, Pelce, Předklášteří a Dr. Netopil z Brna. Všichni lékaři byli k farářově osudu pesimističtí, protože to bylo velmi vážné zranění. Nakonec, snad Božím zázrakem, farář Špička přežil a postupně se uzdravil.
Od té doby však musel používat invalidní vozík. 14. ledna 1894 byl na vlastní žádost (ze zdravotních důvodů) zproštěn děkanského úřadu. Potom byl správcem lomnického děkanství jmenován farář Augustin Brzobohatý.